# Stade national (Chili)
Pour les articles homonymes, voir Estadio Nacional et Stade national.
Le Stade national, officiellement stade national Julio Martínez Prádanos, ex-Stade national du Chili (1938-2008), se situe près de Santiago, au Chili, dans la  commune de Ñuñoa. C'est un complexe sportif et de loisirs de 64 hectares, où siège la sélection nationale de football du Chili. Son club titulaire est l'Universidad de Chile, qui loue le stade pour jouer. Il est aussi le cadre d'événements importants comme des concerts et autres célébrations.
Mais il a aussi servi de camp de prisonniers lors du coup d'État du 11 septembre 1973.

## Histoire

Vue du Stade national Julio Martínez Prádanos

Il est situé au sud des anciens terrains de sport de Ñuñoa (Campos de Sports de Ñuñoa), construits sur la propriété du philanthrope José Domingo Cañas qui donna sa ferme Lo Valdivieso en 1918 pour les loisirs de la population.
Le « colosse de Ñuñoa » est inauguré le 3 décembre 1938 par le président de la République Arturo Alessandri Palma. Cet « Éléphant blanc » comme l'appelait parfois Alessandri est planifié par l'architecte et urbaniste autrichien Karl Brunner comme un grand centre sportif et de loisirs pour la capitale. Il est déclaré d'utilité publique dans le premier Plan intercommunal métropolitain pour Santiago.
Pour son design l'architecture (en tenant comme référence obligatoire le Stade olympique de Berlin) est l'œuvre des architectes Anibal Fuenzalida, Roberto Cormatches et Ricardo Muller. La construction se déroule entre 1937 et 1938. Originellement, la capacité était moindre du fait de la présence d'un vélodrome. À l'occasion de la  Coupe du monde de football de 1962, le stade est complètement remodelé, en augmentant le confort et le vélodrome est supprimé. 
En novembre 1973, la Fédération soviétique refuse de venir y disputer un match de barrage en protestation contre les tortures subies par les prisonniers politiques dans le stade. Les joueurs chiliens entrent seuls sur le terrain et s'imposent sur le score de 1-0. 
En 2016, le Stade national, administré par l'Institut national des Sports du Chili (Chiledeportes), est déclaré « monument historique ».
Le Stade national est actuellement[Quand ?] en rénovation. L'objectif est d'ajouter un toit à la structure et de moderniser le complexe dans son ensemble. 

### Camps de prisonniers

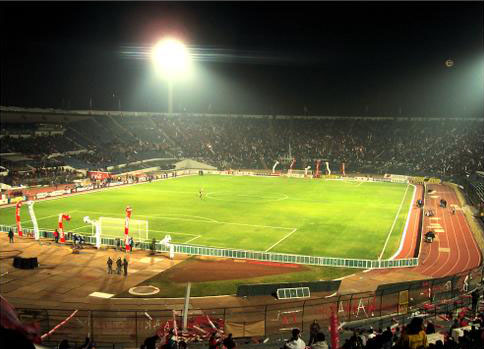
Vue du stade durant un match de la Sélection nationale de football du Chili

Comme l'a confirmé la Commission nationale sur les prisons politiques et la torture, le Stade national a été utilisé comme camp de prisonniers entre septembre et novembre 1973, par la dictature d'Augusto Pinochet, à la suite du coup d'État du 11 septembre 1973.
Les prisonniers étaient divisés par sexe, et enfermés par groupes dans les vestaires et sous les gradins. Le vélodrome et le restaurant ont été utilisés pour effectuer les interrogatoires.
40 000 prisonniers approximativement sont passés par le stade, dont un grand nombre ont été transférés au camp de Chacabuco, situé à 110 kilomètres d'Antofagasta. Mais un grand nombre de prisonniers y ont aussi été tués. 
Une cinquantaine d'exilés uruguayens ont aussi été enfermés dans le stade, notamment Julio Baraibar, membre du parti Tupamaro et depuis 2009 ministre du Travail d'Uruguay. Celui-ci fut à l'époque le porte-parole des prisonniers uruguayens, négociant avec les militaires notamment pour obtenir la libération de certains d'entre eux en corrompant les militaires et grâce à l'aide apportée par l'ambassadeur de Suède, qui leur offrit à tous l'asile politique.

## Événements musicaux et sociaux
Le Nacional accueille divers événements sociaux, comme la visite du Pape Jean-Paul II le 2 avril 1987, et de grands événements musicaux comme le macroconcert en faveur des  Droits de l'Homme, organisé par Amnesty International, avec des groupes comme Sinéad O'Connor, Sting, Peter Gabriel, New Kids on the Block, et des concerts de groupes de rock,  notamment Iron Maiden, Guns N' Roses, Lenny Kravitz, Eric Clapton, Los Prisioneros, Bruno Mars, Luis Miguel, Paul McCartney, Michael Jackson, Roger Waters, The Rolling Stones, Madonna, Soda Stereo, U2 entre autres.
Ces dernières années, le stade a été le cadre de plusieurs concerts parmi lesquels on peut noter :
- Lady Gaga, dans le cadre de sa troisième tournée mondiale "The Born This Way Ball", le 20 novembre 2012
- Madonna, dans le cadre de sa tournée mondiale The MDNA Tour, le 19 décembre 2012.
- One Direction, dans le cadre de leur deuxième tournée mondiale Where We Are Tour, le 30 avril et 1er mai 2014.
- Rihanna, le 29 septembre 2015.
- Bruno Mars, le 28 novembre 2017 dans le cadre de sa troisième tournée mondiale « 24K Magic World Tour ».

## Téléthon au Stade national
Depuis 1995 la phase finale du Téléthon, plus connue comme nuit de clôture, s'est tenue au Stade national. Le lieu a reçu plus de 70 000 personnes pour la nuit de clôture. L'édition 2014 a été annulée en raison de fortes pluies qui ont frappé la partie centre-sud du pays.

## Matchs de la phase finale de laCoupe du monde de football de 1962
10 matchs de la phase finale de la Coupe du monde de football de 1962 se sont disputés dans ce stade:
- Les six matchs du Groupe B (Chili, Italie, Allemagne de l'Ouest et Suisse), du 30 mai au 7 juin 1962
- Le quart de finale opposant la Yougoslavie à l'Allemagne de l'Ouest (1-0, le 10 juin 1962)
- La demi-finale opposant le Brésil et le Chili (4-2, le 13 juin 1962)
- La petite finale (pour la 3e place) opposant le Chili et la Yougoslavie (1-0, le 16 juin 1962)
- La finale opposant le Brésil et la Tchécoslovaquie (3-1, le 17 juin 1962)

## Championnat du Mondial Junior IAAF Coca-Cola  2000
En octobre 2000 le stade accueil le Neuvième Championnat mondial junior d'athlétisme. C'est la première fois que cette compétition se déroule en Amérique du Sud.

## Accès
Le Stade national se situe sur le territoire de la commune de Ñuñoa, sur l'Avda. Grecia #2001.
On peut y accéder par les lignes d'autobus suivantes : 130, 337, 338, 352, 353, 358, 359, 371, 374, 375, 379, 380, 382, 390, 407, 429, 430, 603, 611, 619, 620, 632, 634, 637, 638, 639, 643, 666 et la 691.
Aussi l'on peut y accéder par le métro de Santiago, par la station Estadio Nacional .

## Source
- Information de la Commission nationale sur les prisons politiques et tortures.